# Light My Fire

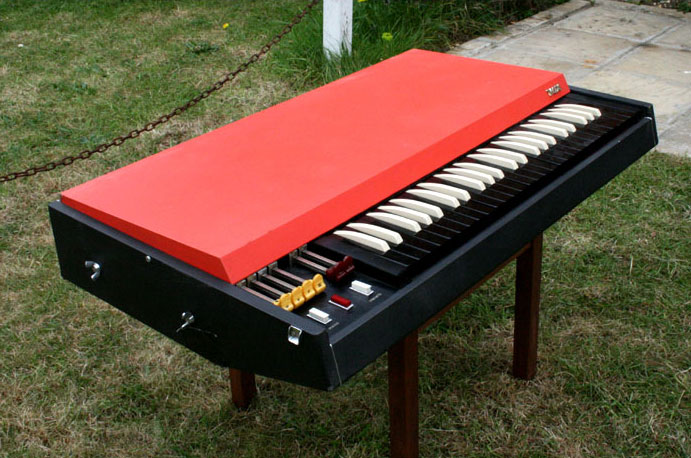
Vox Continental-orgeln spelades av Ray Manzarek under låtens inspelning.

Light My Fire är en sång av det amerikanska rockbandet The Doors, från deras självbetitlade debutalbum från 1967. Light My Fire blev gruppens första listframgång och är en av deras mest uppskattade sånger. Den är komponerad av gruppens gitarrist Robbie Krieger, men alla fyra medlemmar kom att stå som upphovsmän då låten gavs ut. 
Låten finns dels i en nedkortad singelversion, och dels i fullängdsversion på lite över 7 minuter, vilken återfinns på albumet. Nästan alla instrumentalpartier i låten är borttagna på singelversionen, detta för att anpassa den för spelning i amerikansk AM-radio.
The Doors skapade rabalder då de skulle framföra låten i det amerikanska TV-programmet The Ed Sullivan Show. En textrad lyder Girl, we couldn't get much higher, och man fick inte använda ordet Higher i TV på den tiden. De ombads att ändra just den textraden, men det gjorde de inte. Detta ledde till att The Doors aldrig fick uppträda på The Ed Sullivan Show igen.
Låten spelas ofta i filmer, däribland filmen The Doors 1991. I och med filmen blev låten åter populär och gick in på flera singellistor samma år.
Det har även varit väldigt populärt att göra covers på Light My Fire, och många andra artister har haft en hit med låten. Redan kort efter The Doors genombrott spelades den in i en helt annorlunda tolkning av José Feliciano som också blev populär 1968. Denna tilldelades senare en Grammy. Bland övriga som spelat in den kan nämnas Shirley Bassey, UB40 och Will Young. Sitar-mästaren Ananda Shankar har spelat in en instrumental version av låten.
The Doors inspelning återfinns på plats 35 på magasinet Rolling Stones lista The 500 Greatest Songs of All Time.

## Listplaceringar, The Doors
| Lista (1967-1968) | Position              |
| ----------------- | --------------------- |
| Australien        | 16                    |
| Danmark           | 10 (DR "Top 20")      |
| Frankrike         | 50                    |
| Kanada            | 2 (RPM)               |
| Nya Zeeland       | 7                     |
| Storbritannien    | 49                    |
| USA               | 1 (Billboard Hot 100) |

## Listplaceringar, José Feliciano
| Lista (1968)   | Position          |
| -------------- | ----------------- |
| Frankrike      | 44                |
| Irland         | 14                |
| Nya Zeeland    | 16                |
| Kanada         | 1                 |
| Storbritannien | 6                 |
| Sverige        | 13 (Kvällstoppen) |
| USA            | 3                 |